# Sirry Alang
Pour les articles homonymes, voir Alang (homonymie).
Sirry Alang est une chercheuse camerouno-américaine spécialiste des services de santé. Elle est professeure agrégée de sociologie et de santé, médecine et société à l'Université Lehigh. Alang est également sociologue médicale. Ses recherches portent sur les causes structurelles de l'iniquité en santé et les déterminants sociaux de la santé.

## Enfance et éducation
Alang est camerounaise. Sa mère, Margaret M. Tanni, l'a élevée et l'a encouragée à poursuivre une carrière universitaire,. Alang a obtenu son premier diplôme en sociologie et anthropologie à l'Université de Buéa. Elle a déménagé aux États-Unis en tant qu'étudiante diplômée, où elle a étudié la sociologie à l'Université Lehigh avec un visa F (en). Après avoir obtenu sa maîtrise, Alang part à l' Université du Minnesota, où elle étudie à la Division de la politique et de la gestion de la santé et a obtenu un doctorat en recherche, politique et administration des services de santé. Sa thèse sur la santé mentale a été supervisée par Donna McAlpine. C'était une ethnographie dans un quartier à prédominance noire où elle a été témoin pour la première fois de l'impact de la violence policière. Tout en finissant son doctorat, Alang travaille comme analyste principale de la planification au service de santé publique du Comté de Hennepin.

## Recherche et carrière
Alang rejoint le corps professoral de l'Université Lehigh en 2015, où elle enquête sur le racisme structurel dans le système de santé et son impact sur la prestation et les résultats des services de santé. Elle est codirectrice fondatrice de l'Institute of Critical Race and Ethnic Studies de l'Université Lehigh et présidente du Health Justice Collaborative. En 2019, elle est nommée Campus Compact (en) Engaged Scholar.
Alang a travaillé avec Rachel Hardeman (en) pour enquêter sur les impacts sur la santé de la brutalité policière et sur son impact sur la confiance dans les institutions médicales. Ensemble, ils ont découvert que les personnes qui avaient vécu des rencontres négatives avec la police avaient des niveaux plus élevés de méfiance à l'égard du système médical. Dans une interview avec Inverse (en), Alang a déclaré : « Lorsque les gens se méfient du système de santé, ils ne veulent pas utiliser le système de santé. Ils ne veulent pas s'engager dans des soins. C'est un gros problème, et la brutalité policière l'augmente ». Tout au long de la Pandémie de Covid-19, Alang a enquêté sur l'impact disproportionné de la maladie à coronavirus sur les communautés de couleur,. Après le meurtre de George Floyd, Alang a fourni des commentaires d'expert aux médias sur l'impact de la brutalité policière sur la santé publique. Elle a écrit sur le rôle des communautés blanches dans la lutte contre le racisme structurel, en s'exprimant, en dénonçant la discrimination et en prenant des mesures pour défendre la justice raciale. Au-delà du racisme sociétal, Alang a enquêté sur le racisme dans l'enseignement supérieur.
En septembre 2020, Alang a tweeté pour appeler les enseignants à devenir plus conscients de leur langage et sensibles au fait que les enfants pourraient vivre dans des foyers monoparentaux, ou avec deux mères ou deux pères. Le tweet est devenu viral et a été couvert par les médias internationaux,.

## Publications (sélection)
- Alang, McAlpine, McCreedy et Hardeman, « Police Brutality and Black Health: Setting the Agenda for Public Health Scholars », American Journal of Public Health, vol. 107, no 5,‎ 2017, p. 662–665 (ISSN 0090-0036, PMCID 5388955, DOI 10.2105/ajph.2017.303691)
- (en) Alang, McCreedy et McAlpine, « Race, Ethnicity, and Self-Rated Health Among Immigrants in the United States », Journal of Racial and Ethnic Health Disparities, vol. 2, no 4,‎ 1er décembre 2015, p. 565–572 (ISSN 2196-8837, DOI 10.1007/s40615-015-0106-y, lire en ligne )
- (en) « APA PsycNet », psycnet.apa.org (consulté le 25 septembre 2020)